# Beerse
Beerse ist eine Gemeinde in die Kempen der Provinz Antwerpen in Flandern, Belgien. Die Gemeinde Beerse besteht aus den Ortsteilen Beerse und Vlimmeren. Am 1. Januar 2024 hatte Beerse 18.601 Einwohner. Das Gemeindegebiet umfasst 37,48 km². Die Bevölkerungsdichte liegt bei 496 Einwohnern pro km².
In Beerse liegt das Forschungszentrum von Johnson & Johnson Pharmaceutical Research and Development sowie der Stammsitz von Janssen Pharmaceutica, einem der größten und meistgeschätzten Arbeitgeber Belgiens.

## Söhne und Töchter der Stadt
- Jef Coolen (1944–2016), Jazztrompeter
- Ortaire Goossens (* 1952), Radrennfahrer
- Gerrit Van Gestel (* 1958), Radrennfahrer
- Patrick Vervoort (* 1965), Fußballspieler